# 大山龙眼
大山龙眼（学名：Helicia grandis），为山龙眼科山龙眼属下的一个种。

## 扩展阅读
維基物種上的相關：大山龙眼